# Alilauro
Alilauro è una compagnia di navigazione privata che effettua le proprie rotte nel golfo di Napoli e da/per le isole Eolie.

## La società
Le prime operazioni del Gruppo Lauro risalgono al 1944, quando il fondatore della compagnia, Agostino Lauro, a bordo del Freccia del Golfo effettuava la linea turistica Ischia-Capri. La compagnia cominciò a crescere iniziando anche servizi traghetto da e per Ischia e per altre destinazioni, come la Sardegna, la Sicilia e la Tunisia, fino a quando nel 1989 il figlio Salvatore Lauro succede al comando della compagnia e comincia ad investire sugli aliscafi anziché sulle navi traghetto. Alla fine degli anni '90 questa scelta porterà la compagnia a effettuare le rotte nel golfo di Napoli unicamente con mezzi veloci, diventando leader nel collegamento con mezzi veloci da/per l'isola d'Ischia.
Negli anni '90 dall'unione con il gruppo sorrentino di navigazione Gru.So.N. Srl è nata la società Alilauro Gru.So.N. SpA.
Nei primi anni del XXI secolo gli aliscafi sono stati progressivamente sostituiti da catamarani e da scafi monocarena veloci.
Del gruppo fanno parte anche marchi come Alicost, Volaviamare, TraVelMar e Capitan Morgan.

### Alicost
Alicost è una società che garantisce collegamenti marittimi veloci ed efficienti tra il Golfo di Salerno (Salerno, Maiori, Minori, Amalfi, Positano) e le isole Capri, Ischia e Procida, la costa del Cilento (Agropoli, San Marco, Acciaroli, Casal Velino, Pisciotta, Palinuro, Camerota, Sapri) e dal 2018 collega anche Salerno con le Isole Eolie (Stromboli, Panarea, Salina, Vulcano, Lipari).
La flotta Alicost è composta da sei scafi monocarena.

## Flotta
| Tipo       | Nome               | Velocità in nodi | Capacità passeggeri | Note                                                           |
| ---------- | ------------------ | ---------------- | ------------------- | -------------------------------------------------------------- |
| Ferry      | One                | 15               | 600                 | Utilizzato sulle rotte Alilauro Gru.So.N.                      |
| Catamarano | Formentera Direct  | 32               | 309                 | In cantiere a Napoli                                           |
| Catamarano | Angelina Lauro Jet | 35               | 398                 |                                                                |
| Catamarano | Nettuno Jet        | 38               | 350                 |                                                                |
| Catamarano | Giove Jet          | 32               | 276                 |                                                                |
| Catamarano | Acapulco Jet       | 34               | 355                 |                                                                |
| Catamarano | Giunone Jet        | 34               | 355                 | Utilizzato sulle rotte Alilauro Gru.So.N.                      |
| Catamarano | Airone Jet         | 34               | 300                 | In disarmo a Napoli dal 2017                                   |
| Monocarena | Annamaria Lauro    | 34               | 324                 |                                                                |
| Monocarena | Rosaria Lauro      | 32               | 400                 |                                                                |
| Monocarena | Celestina          | 30               | 400                 |                                                                |
| Monocarena | Città di Forio     | 24               | 312                 |                                                                |
| Monocarena | Super Flyte        | 30               | 525                 |                                                                |
| Monocarena | Europa Jet         | 30               | 400                 | Utilizzato sulle rotte Alilauro Gru.So.N.                      |
| Monocarena | Città di Amalfi    | 27               | 295                 | Utilizzato sulle rotte Alicost                                 |
| Monocarena | Città di Sorrento  | 27               | 295                 | Utilizzato sulle rotte Alilauro Gru.So.N.                      |
| Monocarena | Shock              | 19,5             | 399                 | Utilizzati sulle rotte Alicost                                 |
| Monocarena | Furore             | 19               | 54                  | Utilizzati sulle rotte Alicost                                 |
| Monocarena | Relax              | 19,5             | 393                 | Utilizzati sulle rotte Alicost                                 |
| Monocarena | Raid               | 19,5             | 345                 | Utilizzati sulle rotte Alicost                                 |
| Monocarena | Freccia d'Argento  | 17               | 350                 | Utilizzato sulle rotte Alilauro Gru.So.N.                      |
| Aliscafo   | Tommy              | 35               | 250                 | In disarmo a Napoli dal 2022; attualmente in attesa di vendita |

## Rotte effettuate
- Napoli Beverello ↔ Ischia
- Napoli Beverello ↔ Forio
- Napoli Beverello ↔ Sorrento
- Ischia ↔ Procida
- Ischia ↔ Sorrento
- Ischia ↔ Capri
- Ischia ↔ Amalfi
- Ischia ↔ Positano
- Capri ↔ Casamicciola
- Capri ↔ Lacco Ameno
- Capri ↔ Forio
- Capri ↔ Procida
- Capri ↔ Castellammare di Stabia
- Capri ↔ Seiano
- Capri ↔ Piano di Sorrento
- Capri ↔ Sorrento
- Capri ↔ Positano
- Capri ↔ Amalfi
- Capri ↔ Minori
- Capri ↔ Maiori
- Capri ↔ Cetara
- Capri ↔ Vietri sul Mare
- Sorrento ↔ Procida
- Sorrento ↔ Amalfi
- Sorrento ↔ Positano
- Salerno Manfredi ↔ Ischia
- Salerno Manfredi ↔ Procida
- Salerno Manfredi ↔ Capri
- Salerno Manfredi ↔ Sorrento
- Salerno Manfredi ↔ Amalfi
- Salerno Manfredi ↔ Positano
- Salerno Masuccio ↔ Capri